# Христо Маринов
Христо Діянов Маринов (болг. Христо Диянов Маринов; нар. 14 березня 1987, Стара Загора) — болгарський борець греко-римського стилю, чемпіон світу, призер та чемпіон Європи, учасник Олімпійських ігор.

## Біографія
Боротьбою займається з 2000 року. Перший тренер: Дімо Бараков, особистий тренер Стоян Добрев. Виступав за клуби: «Пещострой» (Стара Загора), «Славія-Літекс», (Ловеч).

## Спортивні результати на міжнародних змаганнях

### Виступи на Олімпіадах
| Змагання                    | Збірна   | Вагова категорія | Місце |
| --------------------------- | -------- | ---------------- | ----- |
| Літні Олімпійські ігри 2012 | Болгарія | 84 кг            | 18    |

### Виступи на Чемпіонатах світу
| Змагання                        | Збірна   | Вагова категорія | Місце  |
| ------------------------------- | -------- | ---------------- | ------ |
| Чемпіонат світу з боротьби 2007 | Болгарія | 84 кг            | 28     |
| Чемпіонат світу з боротьби 2009 | Болгарія | 84 кг            | 22     |
| Чемпіонат світу з боротьби 2010 | Болгарія | 84 кг            | Золото |
| Чемпіонат світу з боротьби 2011 | Болгарія | 84 кг            | 29     |
| Чемпіонат світу з боротьби 2013 | Болгарія | 84 кг            | 26     |
| Чемпіонат світу з боротьби 2014 | Болгарія | 85 кг            | 22     |
| Чемпіонат світу з боротьби 2015 | Болгарія | 85 кг            | 17     |

### Виступи на Чемпіонатах Європи
| Змагання                         | Збірна   | Вагова категорія | Місце  |
| -------------------------------- | -------- | ---------------- | ------ |
| Чемпіонат Європи з боротьби 2006 | Болгарія | 84 кг            | 15     |
| Чемпіонат Європи з боротьби 2007 | Болгарія | 84 кг            | 24     |
| Чемпіонат Європи з боротьби 2009 | Болгарія | 84 кг            | 17     |
| Чемпіонат Європи з боротьби 2010 | Болгарія | 84 кг            | 11     |
| Чемпіонат Європи з боротьби 2011 | Болгарія | 84 кг            | Бронза |
| Чемпіонат Європи з боротьби 2012 | Болгарія | 84 кг            | Золото |
| Чемпіонат Європи з боротьби 2013 | Болгарія | 84 кг            | 5      |
| Чемпіонат Європи з боротьби 2014 | Болгарія | 85 кг            | 10     |

### Виступи на Кубках світу
| Змагання                    | Збірна   | Вагова категорія | Місце |
| --------------------------- | -------- | ---------------- | ----- |
| Кубок світу з боротьби 2006 | Болгарія | 84 кг            | 7     |

### Виступи на інших змаганнях
| Змагання                                                                        | Збірна   | Вагова категорія | Місце  |
| ------------------------------------------------------------------------------- | -------- | ---------------- | ------ |
| Міжнародний меморіал Дейва Шульца 2006                                          | Болгарія | 84 кг            | 4      |
| Олімпійський кваліфікаційний турнір з греко-римської боротьби 2008 (Роме-Остія) | Болгарія | 84 кг            | 26     |
| Олімпійський кваліфікаційний турнір з греко-римської боротьби 2008 (Новий Сад)  | Болгарія | 84 кг            | 5      |
| Турнір Дана Колова — Николи Петрова 2008                                        | Болгарія | 84 кг            | Срібло |
| Гран-прі Німеччини з боротьби 2009                                              | Болгарія | 84 кг            | 13     |
| Турнір Дана Колова — Николи Петрова 2010                                        | Болгарія | 84 кг            | Золото |
| Міжнародний меморіал Дейва Шульца 2011                                          | Болгарія | 84 кг            | Бронза |
| Турнір Дана Колова — Николи Петрова 2011                                        | Болгарія | 84 кг            | Золото |
| Кубок Владислава Питласинські 2011                                              | Болгарія | 84 кг            | 14     |
| Вогні Москви 2011                                                               | Болгарія | 84 кг            | Бронза |
| Олімпійський кваліфікаційний турнір з греко-римської боротьби 2012 (Софія)      | Болгарія | 84 кг            | 5      |
| Олімпійський кваліфікаційний турнір з греко-римської боротьби 2012 (Гельсінкі)  | Болгарія | 84 кг            | Золото |
| Турнір Дана Колова — Николи Петрова 2013                                        | Болгарія | 84 кг            | Золото |
| Кубок Владислава Пітласинські 2013                                              | Болгарія | 84 кг            | 9      |
| Турнір Дана Колова — Николи Петрова 2014                                        | Болгарія | 85 кг            | 5      |
| Кубок Владислава Пітласинські 2014                                              | Болгарія | 85 кг            | 5      |
| Турнір Дана Колова — Николи Петрова 2015                                        | Болгарія | 85 кг            | Бронза |
| Кубок Владислава Пітласинські 2015                                              | Болгарія | 85 кг            | 18     |
| Турнір Дана Колова — Николи Петрова 2016                                        | Болгарія | 85 кг            | 5      |
| Кубок Владислава Пітласинські 2016                                              | Болгарія | 85 кг            | 19     |